# فرج الله الكاظمي
فرج الله الكاظمي (بالفارسية: فرج الله کاظمی) (1887 - 1962) مرجع ديني إيراني - عراقي، ولد في لورستان بإيران ومن ثم سكن العراق وتوفي فيه في مدينة كربلاء، ويعد من أكبر مراجع الشيعة بالأخص لدى إيران في عصره.
أطلق عليه آية الله العظمى السيد علي قاضي لقب «صديق مصدق» في رسالة إلى أهالي كرمانشاه ولورستان وإيلام قدمه له كهدية وثقة منه.

## عنه
هو الشيخ فرج الله الكاظمي ولد عام 1887 في قرية جلباجي في مدينة نورآباد في محافظة لرستان، وتعود إصوله القديمة إلى مدينة الكاظمية في بغداد حيث منها جاء لقبه، هاجر إلى مدينة هرسين في كرمنشاه وتلقى بعض العلوم الدينية هناك، ودرس عند آية الله محمد تقي الشيرازي حتى إجتازه مرحلة الإجتهاد، شارك مع الحركات المنتفضة ضد نظام الملكية في إيران آناذاك التي كانت تستخدم السياسة العلمانية في البلاد وهو ما يعاكس الطابع الديني الذي يغلب على الشعب، وتعاون مع حركة فدائيو الإسلام التي كانت معارضة لحكم الشاه رضا خان وإبنه محمد رضا مع مؤسسها نواب صفوي الذي كانت تربطه علاقة وثيقة به، كذلك تعاون مع شخصيات أخرى معارضة للبهلويين مثل الكيشاني والمدرس والخميني، حاولت السلطات القبض عليه عدة مرات لكنه إستطاع الهرب.
هاجر في ما بعد إلى العراق حيث سكن النجف ودرس في حوزتها وتزوج من إحدى النساء النجفيات المدعوة خديجة الحميدي وأنجب منها بنت واحدة إسمها رباب ومن أولادها سيد علي الحميدي وسيد عدنان الحميدي وسيد رضا زيد الحميدي، وكان كثير التنقل إلى كربلاء كما إنتقل إلى سامراء مع أستاذه الشيرازي لفترة من الزمن، مرض في آواخر حياته وإنتقل للعلاج في بلد أهله لكنه أصر إلى العودة إلى كربلاء بعد أن علم إنه في أيامه الأخيرة، لينال شفاعة الحسين كما هو الإعتقاد السائد لدى الشيعة.
وافته المنية يوم الجمعة في كربلاء عام 1962 بعد عيد الفطر ونقل للدفن في النجف الأشرف في مقبرة وادي السلام بناءً على وصيته، وأقيمت له مراسيم تشييع ودفن حاشده، له 4 أبناء و10 بنات من زوجته الثانية الفارسية إسلتموا المرجعية من بعده وكانت لهم أعمال بارزة في السياسة الإيرانية ومن أبرزهم أبنه البكر محمد كاظم وعلي المتوفى عام 2015 في قم.

## آثاره

### من مؤلفات آية الله الكاظمي
- رسالة عملية.
- توضيح الأصول. (بالعربي)
- شرع العروة. (بالعربي)
- المرافعة الفقهية. (بالفارسي)
- التفسير الجدلي. (بالفارسي)
- ترجمة مختارات مجموعة فارام وهي كتيب فقهي حول اختيار محامي المجلس التشريعي كتبوه رداً على سؤال آية الله كاشاني. (بالفارسي)
- أخرى: عدة إطروحات له وتقريرات لأساتذته ورسائل عملية مثل شرح الأمور وشرح القضايا والمبادئ والموضوعات المختارة.

### انجازاته
- حل النزاعات والمشاكل بين عشائر البدو في غربي إيران.
- مساهمة في نشأة حوزة سامراء.
- أعمال خيرية أخرى.

### أماكن سميت بأسمه
- تكريمًا لمكانته العلمية قرر في المؤتمر الذي أنعقد في 15 مارس 1993 في إيران تسميت إحدى شوارع محافظة دلفان بأسمه وذلك تزامنًا مع ذكرى وفاته.
- أتفق حاكم لرستان مع رئيس جامعة لرستان على تسمية جامعة نورآباد الوطنية بأسم فرج الله الكاظمي.